# Les Choristes (Degas)
Pour les articles homonymes, voir Les Choristes.
Les Choristes est un tableau peint par Edgar Degas en 1877. Il mesure 32 × 27 cm. Il est conservé au musée d'Orsay à Paris.

## Contexte, description, analyse
Le tableau, également connu sous le titre Les Figurants, un pastel sur monotype de 32 cm de hauteur sur 27 cm de largeur, peint en 1877 par Edgar Degas, représente un groupe de choristes en costumes chantant à pleine voix face au public sur une scène d'opéra.
La scène serait tirée, selon une confidence de Degas lui-même à Henri Meilhac, du final du chœur du premier acte de Don Giovanni de Wolfgang Amadeus Mozart célébrant l'engagement de Zerlina et de Masetto. L'œuvre étant au répertoire de l'Opéra de Paris comme à celui du Théâtre-Lyrique, le lieu n'est pas formellement identifié mais il s'agit vraisemblablement de la scène de l'Opéra sur laquelle se produisait le baryton Jean-Baptiste Faure. Le chœur de Don Giovanni aurait en effet été inspiré à Degas par le succès dans le rôle-titre du baryton par ailleurs collectionneur et l'un des commanditaires les plus importants du peintre. C'est le seul tableau représentant une scène purement d'opéra, un autre montrant le Portrait de Mlle Fiocre dans le ballet « La Source » de Léon Minkus et Léo Delibes, deux versions d'un autre montrant la scène du Le Ballet de « Robert le Diable » (1871) et Le Ballet de « Robert le Diable » (1876) de l'opéra de Giacomo Meyerbeer devant laquelle il place les musiciens dans la fosse comme dans L'Orchestre de l'Opéra ou dans les Musiciens à l'orchestre, Degas peignant plus volontiers les danseuses du corps de ballet de l'Opéra dans la classe de danse, en répétition ou en représentation sur la scène.
Le tableau a appartenu à Gustave Caillebotte jusqu'en 1894. À sa mort il a été légué au musée du Luxembourg à Paris. Puis en 1896 le musée du Louvre en a acquis la propriété. En 1986 il a été affecté au musée d'Orsay.
Le tableau a été volé le  31 décembre 2009 au musée Cantini à Marseille, où il avait été prêté pour une exposition temporaire. La Réunion des musées nationaux a  estimé sa valeur à 800 000 euros,.
Le tableau a été retrouvé seulement 9 ans plus tard, le 16 février 2018, dans la soute d'un bus, à la suite d'un banal contrôle routier des Douanes volantes Françaises .